# Sahara-Zypresse
Die Sahara-Zypresse (Cupressus dupreziana) ist eine Pflanzenart der Familie der Zypressengewächse (Cupressaceae). Sie stellt eine der seltensten Arten innerhalb dieser Familie dar. Das in der algerischen Sahara heimische Nadelgehölz ist in der Lage, mit sehr harschen Standortbedingungen zurechtzukommen.

## Beschreibung
Die Sahara-Zypresse ähnelt der verwandten Mittelmeer-Zypresse, unterscheidet sich aber durch ihre deutlich blauer gefärbten Blätter mit einem weißen Harzfleck auf jedem Blatt. Die kleineren Triebe stehen oft in einer Ebene. Sie hat kleinere Zapfen mit nur 1,5 bis 2,5 cm Länge.   
Noch ähnlicher ist die Atlas-Zypresse. Sie kommt in Marokko vor. Sie wird von manchen Autoren als eine Varietät der Sahara-Zypresse angesehen (Cupressus dupreziana var. atlantica (Gaussen) Silba). Andere Autoren halten sie für eine eigenständige Art: Cupressus atlantica Gaussen.
Der höchste lebende Baum ist 20 m hoch. Die Mehrzahl der vorhandenen Bäume ist sehr alt (Schätzungen gehen von mehr als 2000 Jahren aus), während der Nachwuchs wegen der zunehmenden Trockenheit in der Sahara sehr gering ist.
Die Chromosomenzahl beträgt 2n = 22.

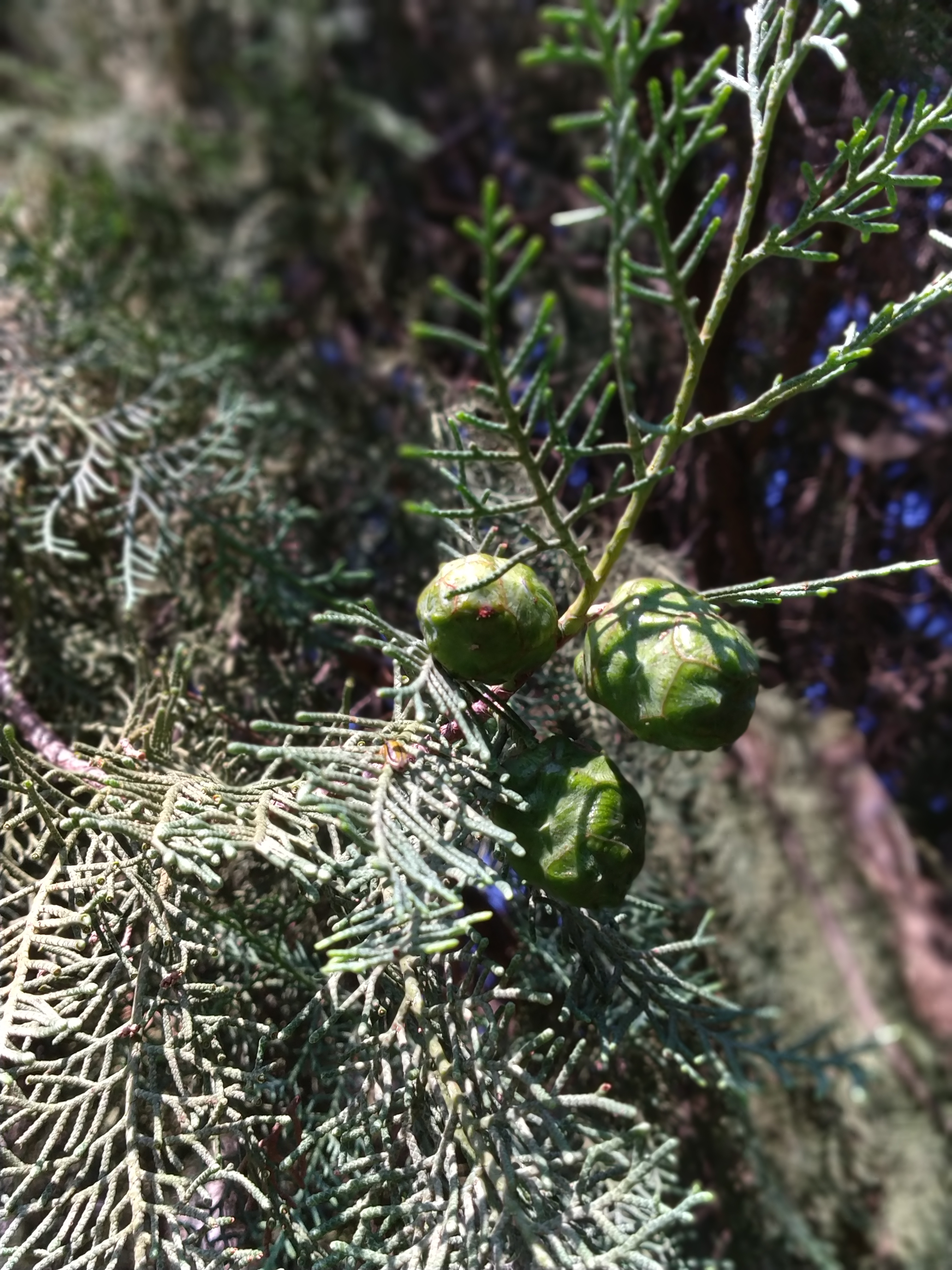
Zweig der Sahara-Zypresse mit Zapfen

## Vorkommen
Die Sahara-Zypresse kommt endemisch im Tassili-n’Ajjer-Massiv in der Zentralsahara Algeriens vor. Sie wächst dort in Höhenlagen zwischen 1000 und 1800 Meter. Hier kann es Frost bis −7 °C geben. Sie bildet zusammen mit der Sahara-Myrthe (Myrtus nivellei) eine lichte Gehölzvegetation, 300 km vom nächsten Baum entfernt. Der Standort ist von Sandsteinfelsen geprägt und führt aufgrund der Höhenlage etwas mehr Wasser als die umliegende Wüste. Der Jahresniederschlag beträgt nur 33 mm. Der Standort ist durch die umliegende Wüste ökologisch isoliert.
Je nach Quelle gibt es an diesem einzigen Standort nur noch 153 bis 213 Sahara-Zypressen. Die wenigen Exemplare am Naturstandort sind Teil des UNESCO-Weltnaturerbes Tassili n’Ajjer und stark vom Aussterben bedroht.

## Vermehrung
Möglicherweise als Ergebnis der Isolation und geringen Population hat die Sahara-Zypresse ein einzigartiges Vermehrungssystem männlicher Apomixis entwickelt. Dabei enthalten die Samen nur die Erbinformation des männlichen Pollens, der weibliche „Elternteil“ stellt nur Nährstoffe zur Verfügung. Die Atlas-Zypresse hat diese Eigenschaft nicht.

## Nutzung
Die Sahara-Zypresse wird gelegentlich in Süd- und Westeuropa kultiviert, teils mit dem Ziel der Arterhaltung, teils als Zierpflanze.